# Caja luminosa

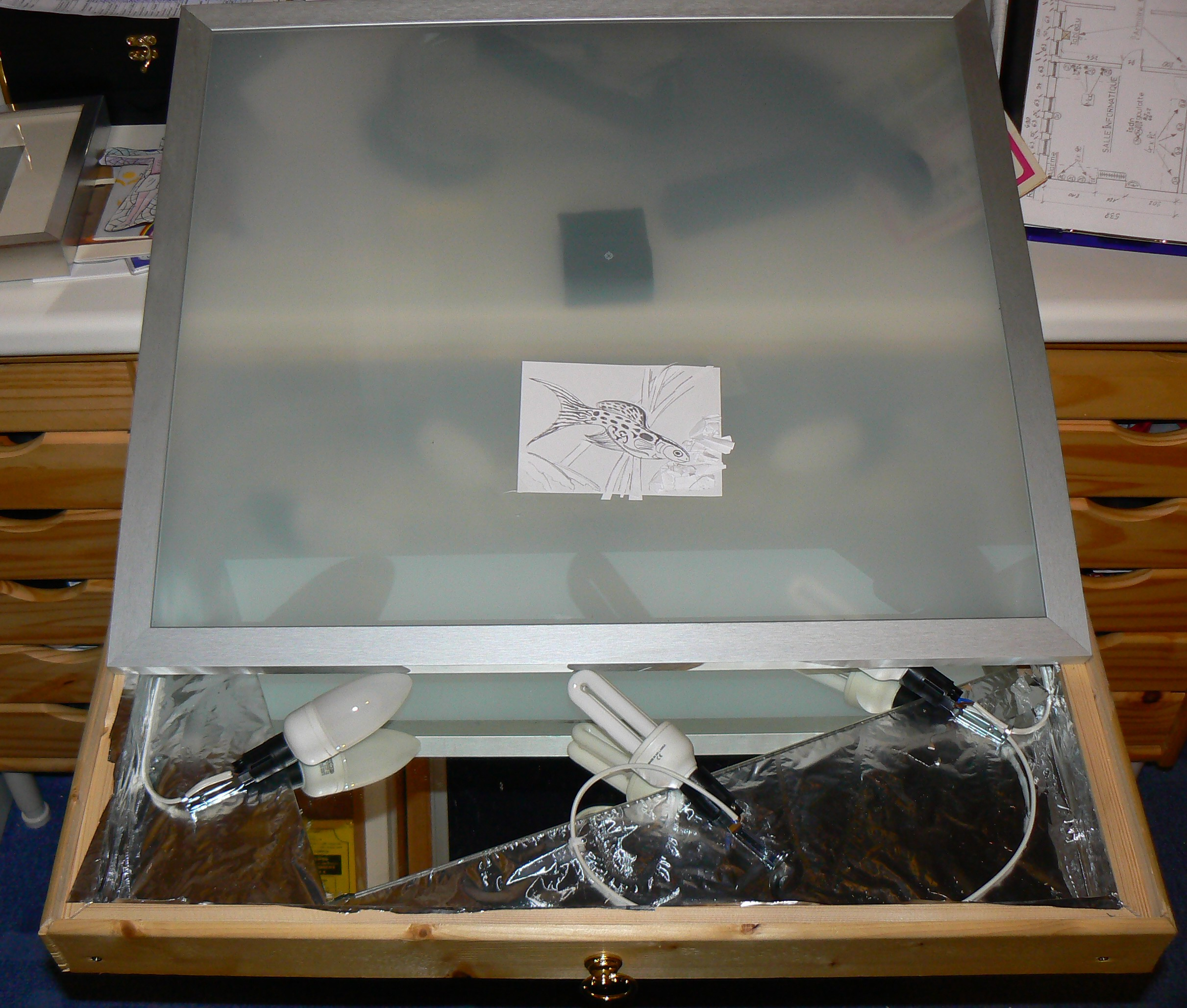
Pequeña caja de luz, abierta para mostrar sus componentes.

Una caja luminosa o caja de luz consta principalmente de una superficie translúcida iluminada desde su parte posterior. Se utiliza principalmente en situaciones en que la superficie tiene que ser vista al trasluz con alto contraste o para poder calcar un dibujo también al trasluz.

## Tipos de caja de luz
Existen distintos tipos de caja de luz, dependiendo de su propósito:

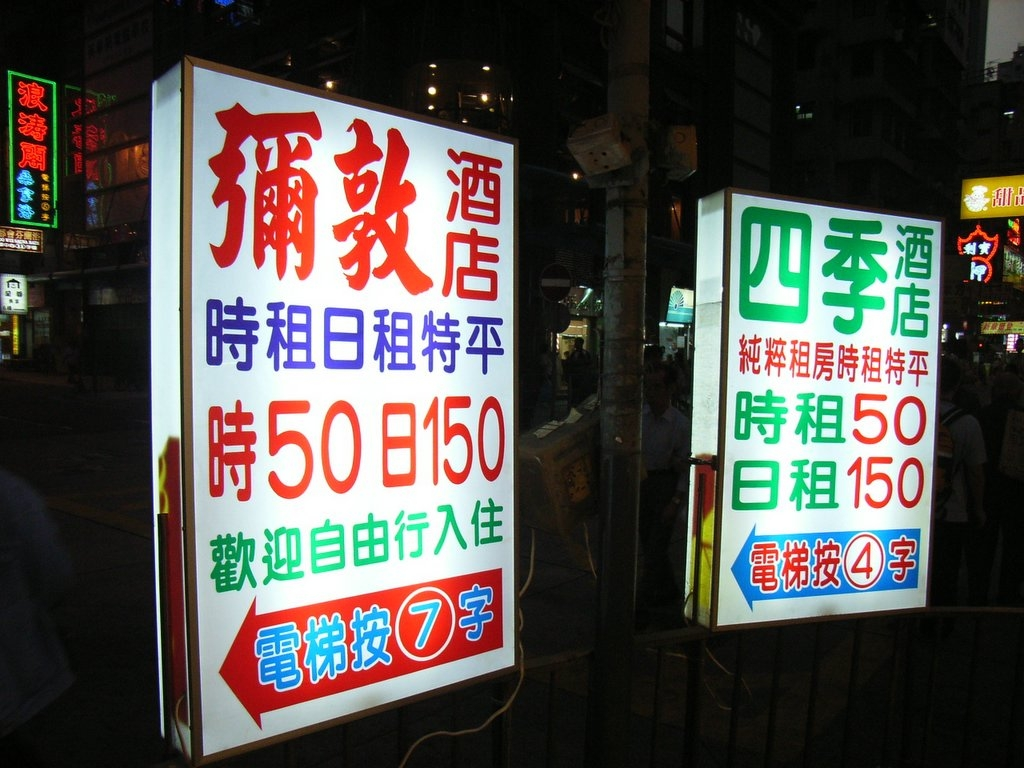
Caja luminosa utilizada en la publicidad al aire libre.

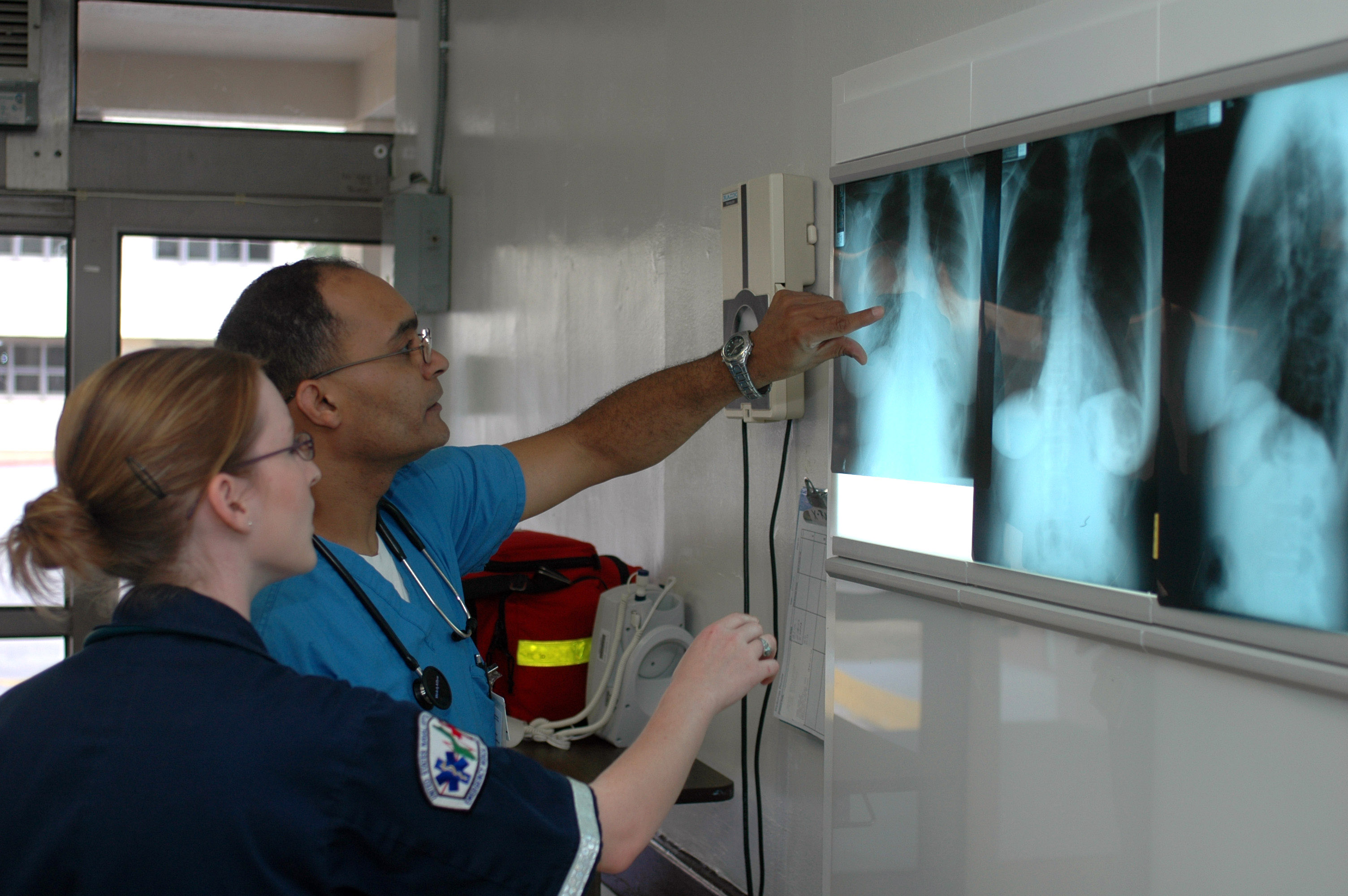
Caja luminosa de pared para ver radiografías.

- Varios dispositivos con luz para visualización:
  - Una caja con varias bombillas y un panel de vidrio esmerilado en la parte superior. Es utilizado por los profesionales de la fotografía de visión películas transparentes, como las  diapositivas. Este dispositivo fue utilizado originalmente para ordenar placa fotográficas con facilidad. Cuando se coloca plana, recibe el nombre de mesa luminosa. Generalmente, una caja de luz utiliza una luz similar a la luz diurna (5000-6000 K) y tiene una distribución uniforme de la luz en todo el panel de vidrio.
  - Un dispositivo llamado tablero luminoso, que se utiliza para ver las radiografías.
  - En el campo de la ciencia, las cajas de luz son de uso frecuente para mirar el crecimiento de bacterias y permitir una mejor visualización de placas PCR.
  - Un panel con pantalla iluminada utilizado para fines publicitarios. El panel puede ser iluminado con lámparas fluorescentes o tiras de iluminación led.
  - La caja de luz led,[2] la eficiencia de cajas de luz mejoró dramáticamente después de la introducción de la tecnología led. Estas cajas de luz utilizan tiras led ultradelgadas las cuales mejoraron su diseño ocupando menos espacio y optimizando el consumo de energía en un 80%. Los materiales de elaboración son ligeros pero resistentes, pudiendo ser usadas tanto en interiores como en exteriores. También existen cajas de luz delgadas formadas mediante paneles de luz LED con tecnología de grabado. El uso de las cajas de luz led es una de las últimas tendencias en visual merchandising y decoración en retail ya que ofrecen un mayor impacto de la publicidad y un sencillo manejo de manipulación y actualización de los gráficos que se exhiben en ellas

## En multimedia
En multimedia recibe este nombre una carpeta utilizada  para permitir a un usuario organizar fotos digitales. Las fotos pueden ser asignadas a una carpeta "lightbox" por temas, por conveniencia, o se utilizan para recopilar fotos relacionadas para un diseño de un proyecto específico. Las "lightbox" también permiten a los diseñadores gráficos mostrar las opciones de los clientes  en una carpeta ordenada para un proyecto.

## En fotografía

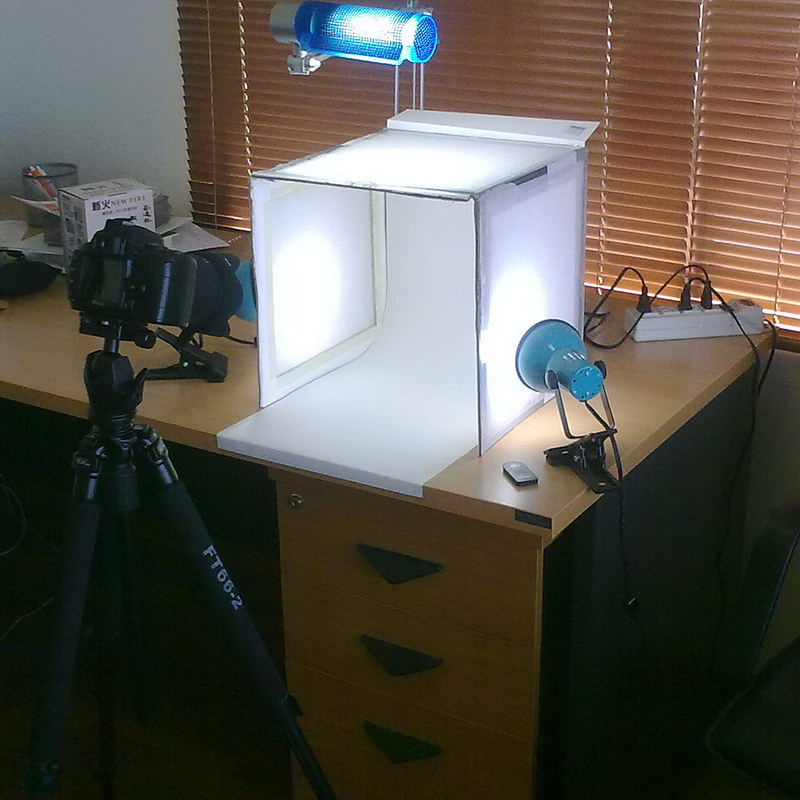
Caja de luz diseñada para producir imágenes con iluminación difusa desde todos los ángulos.

- Los reflectores de tela que se adhieren a la iluminación de estudio a través de un conector para crear una iluminación suave difundiendo el flash estroboscópico se llaman "cajas de luz". Por lo general, vienen en varios rectángulos o formas octogonales. Los reflectores interiores pueden ser de color blanco, plata u oro para alterar la temperatura de la luz.

- Una variación de la caja de luz, es una caja, con un extremo abierto, hecho de material difusor, para permitir fotografiar un objeto de muestra sin sombras.